# Plasmatics
The Plasmatics était un groupe de punk américain originaire de New York, formé en 1977 par des diplômés de l'université Yale, Rod Swenson et Wendy O. Williams. Ils étaient connus pour leurs concerts sauvages et provocateurs qui brisaient tous les tabous de la culture populaire américaine.
Il était fréquent de les voir découper des guitares à la tronçonneuse, faire exploser des amplis, massacrer des télévisions à coup de masse, voire faire sauter des voitures sur scène.
Williams a été arrêtée à de multiples reprises pour indécence sur la voie publique et trouble à l'ordre public. Une de ses arrestations à Milwaukee a beaucoup marqué l'histoire du groupe et lui a inspiré une de ses chansons les plus célèbres, A Pig Is A Pig. Le groupe s’est également fait bannir de Londres où il était fiché comme anarchiste. Plusieurs émeutes se sont ensuivies, à Zurich et ailleurs.
La carrière de Williams et The Plasmatics a donné naissance à 7 albums, dont certaines réalisations solo de Wendy O. Williams. Pour l'un d'eux, en 1985, elle a d'ailleurs été proposée au Grammy Award de la meilleure voix féminine rock.
Le groupe a changé à peu près la moitié de ses membres pour chaque album et a compté, pendant ces 10 années d'activité, plus de 17 membres différents. The Plasmatics évoluait dans un mélange de punk rock et de heavy metal connu sous le nom de crossover punk. Ils étaient à l'époque les pionniers du genre et leur influence se ressent dans beaucoup de groupes de rock au chant féminin, ainsi que dans de nombreux groupes des vingt années qui suivirent, comme Courtney Love ou des groupes comme Bratmobile et Bikini Kill.

## Discographie
| Titre                                               | Année |
| --------------------------------------------------- | ----- |
| Albums studio                                       |       |
| New Hope for the Wretched                           | 1977  |
| Beyond the Valley of 1984                           | 1981  |
| Metal Priestess (mini-LP)                           | 1981  |
| Coup d'État                                         | 1982  |
| Maggots: The Record                                 | 1987  |
| Coup de Grace                                       | 2000  |
| Extended play (EPs)                                 |       |
| Meet the Plasmatics                                 | 1979  |
| Butcher Baby EP                                     | 1980  |
| Singles                                             |       |
| "Butcher Baby" "Fast Food Service" "Concrete Shoes" | 1978  |
| "Dream Lover" "Corruption" "Want You Baby"          | 1979  |
| "Butcher Baby" "Tight Black Pants" (live)           | 1980  |
| "Monkey Suit" "Squirm" (live)                       | 1980  |
| Vidéo                                               |       |
| 10 Years of Revolutionary Rock and Roll             | 2006  |
| Compilation                                         |       |
| Fuck You!!! And Loving It: A Retrospective          | 1988  |
| The Early Years                                     | 2001  |
| Put Your Love in Me: Love Songs for the Apocalypse  | 2002  |
| Final Days: Anthems for the Apocalypse              | 2002  |